# William-Gletscher
Der William-Gletscher ist ein Gletscher auf der Anvers-Insel im Palmer-Archipel westlich Antarktischen Halbinsel. Er fließt vom Hochland im Zentrum der Insel in südlicher Richtung zum Kopfende der Börgen-Bucht.
Teilnehmer der Belgica-Expedition (1897–1899) des belgischen Polarforschers Adrien de Gerlache de Gomery entdeckten ihn und benannten ihn schlicht als Grand Glacier (französisch für Großer Gletscher). Die heutige Benennung geht auf Wissenschaftler der britischen Discovery Investigations zurück, die 1927 Vermessungen des Gletschers vornahmen. Der Namensgeber ist jedoch nicht überliefert. In Argentinien heißt der Gletscher seit 1953 Glaciar Tolosa. Namensgeber hier ist ein Marineinfanterist, der im März 1814 in der Seeschlacht vor der Isla Martín García im Rahmen des Unabhängigkeitskriegs Argentiniens (1810–1818) gefallen war.